# Lingewaard
Lingewaard es un municipio de la Provincia de Güeldres de los Países Bajos, creado el 1 de enero de 2001 por la fusión de tres antiguos municipios: Bemmel, Gendt y Huissen. 

## Galería

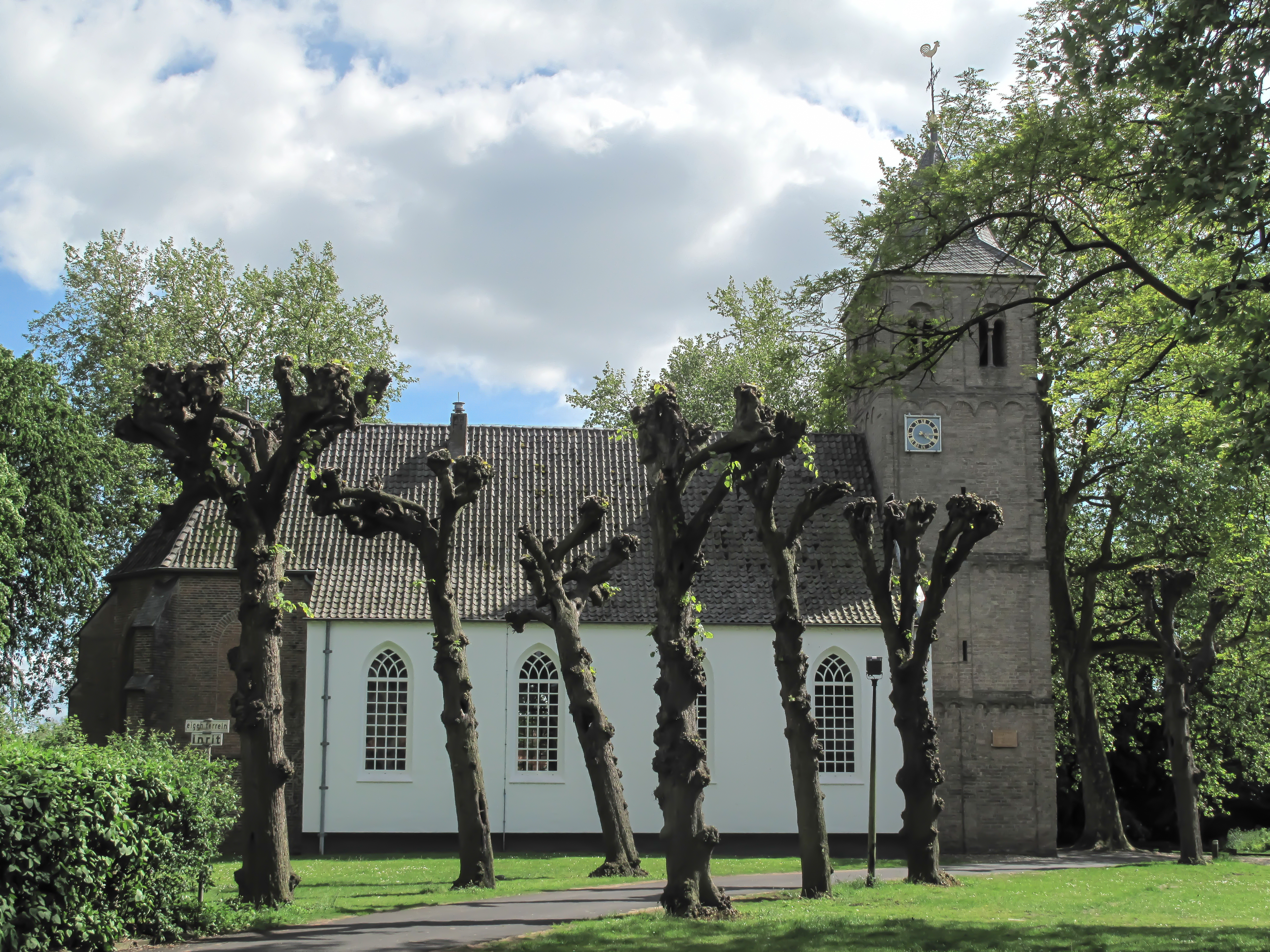
Bemmel, la iglesia protestante
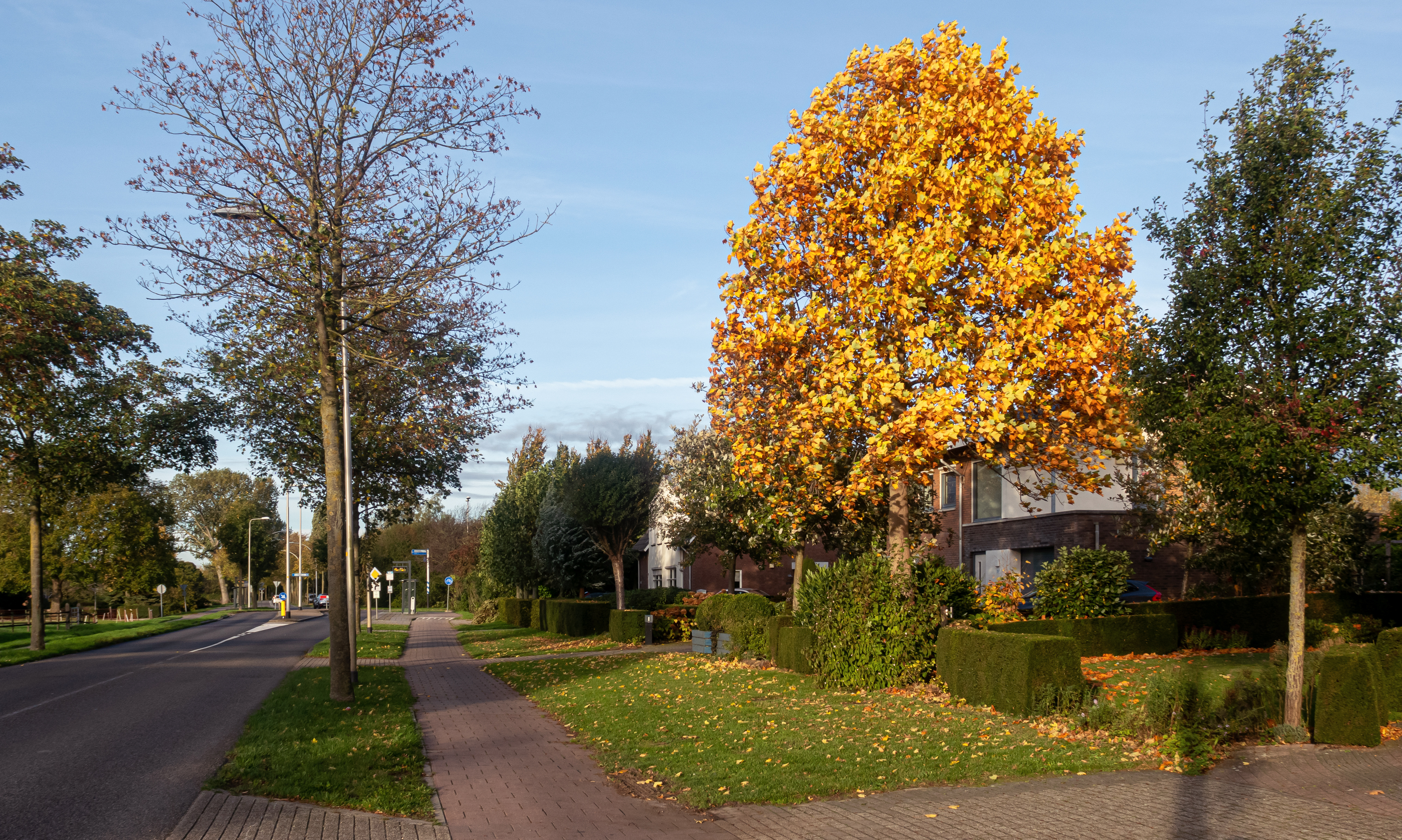
Bemmel, vista en la calle: la Ressensesstraat
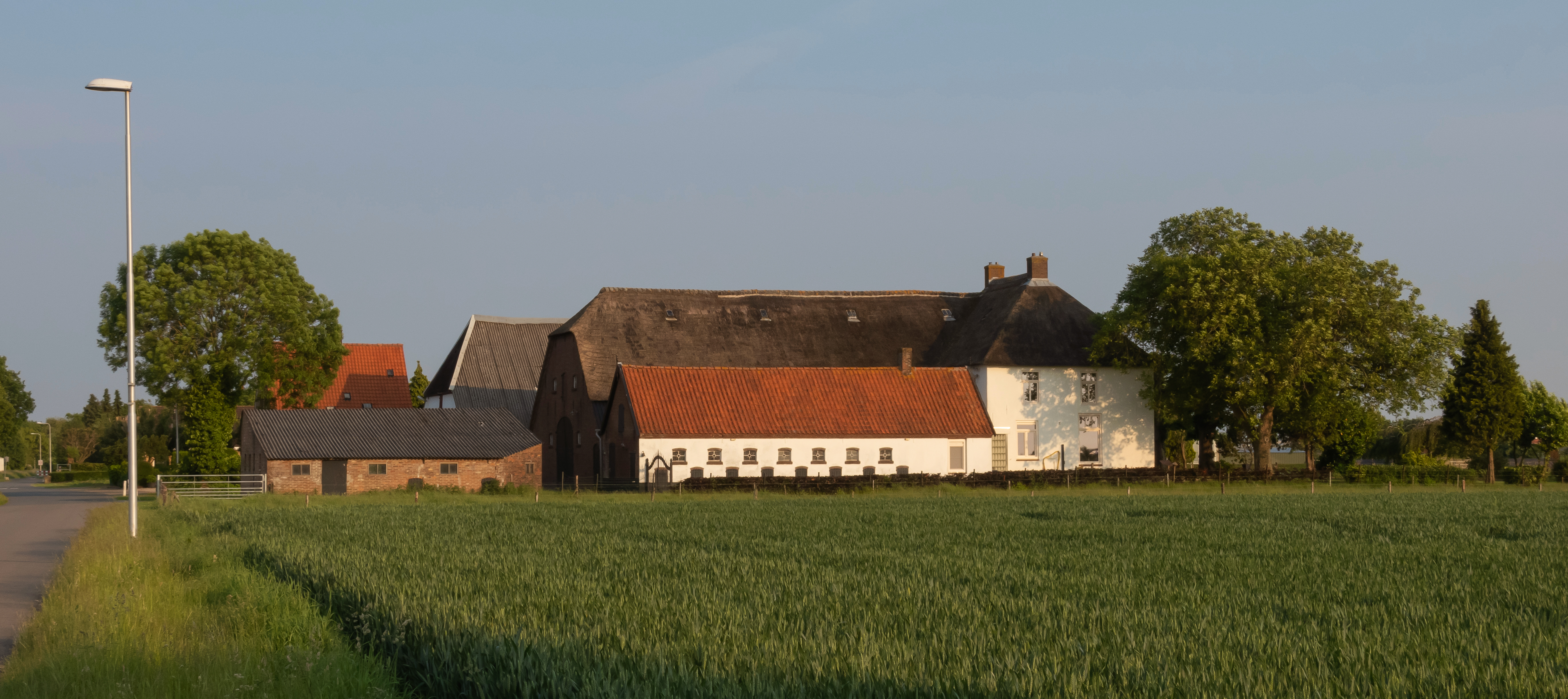
Huissen, la granja en la Bergendesestraat
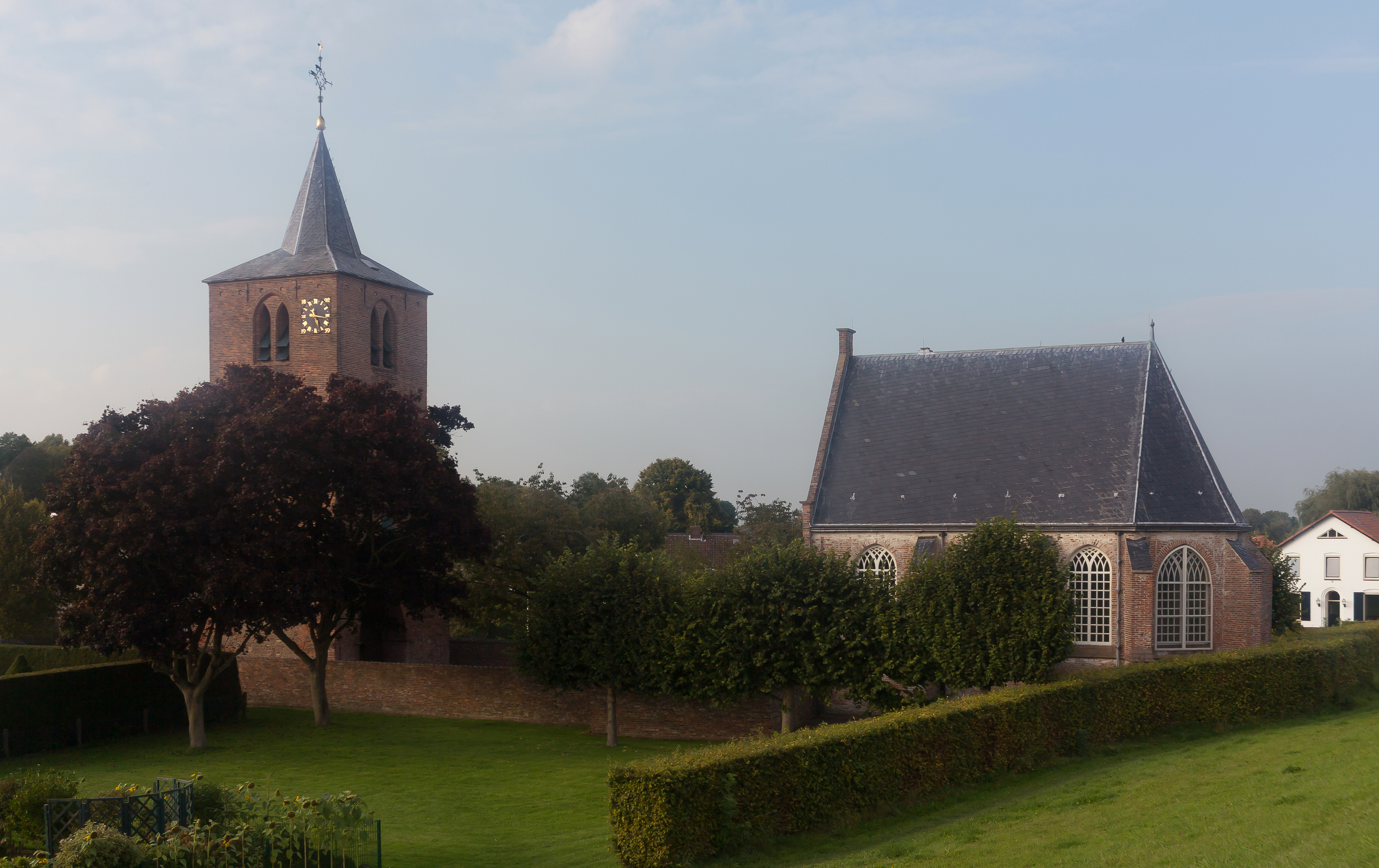
Gendt, la iglesia protestante
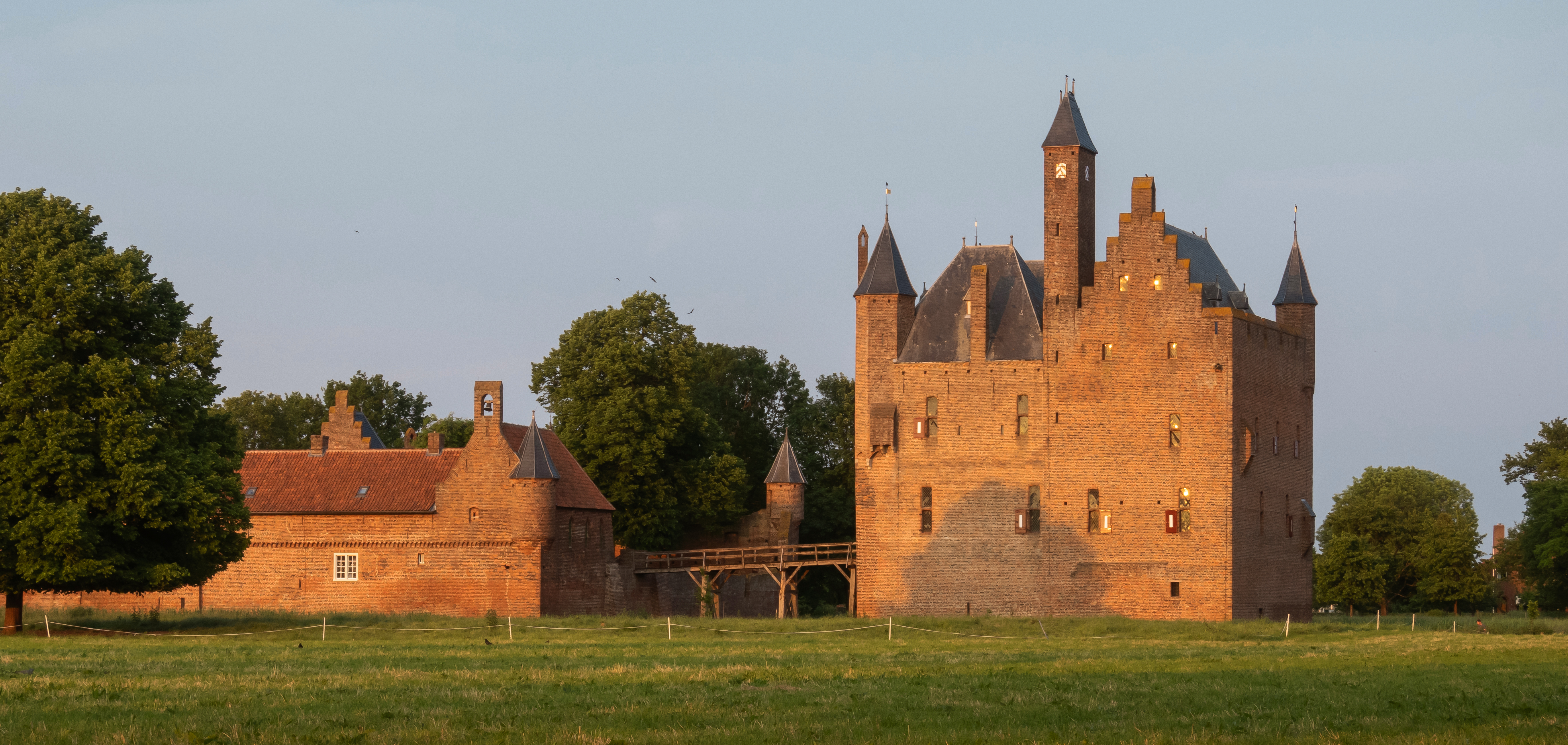
Doornenburg, el castillo: kasteel Doornenburg
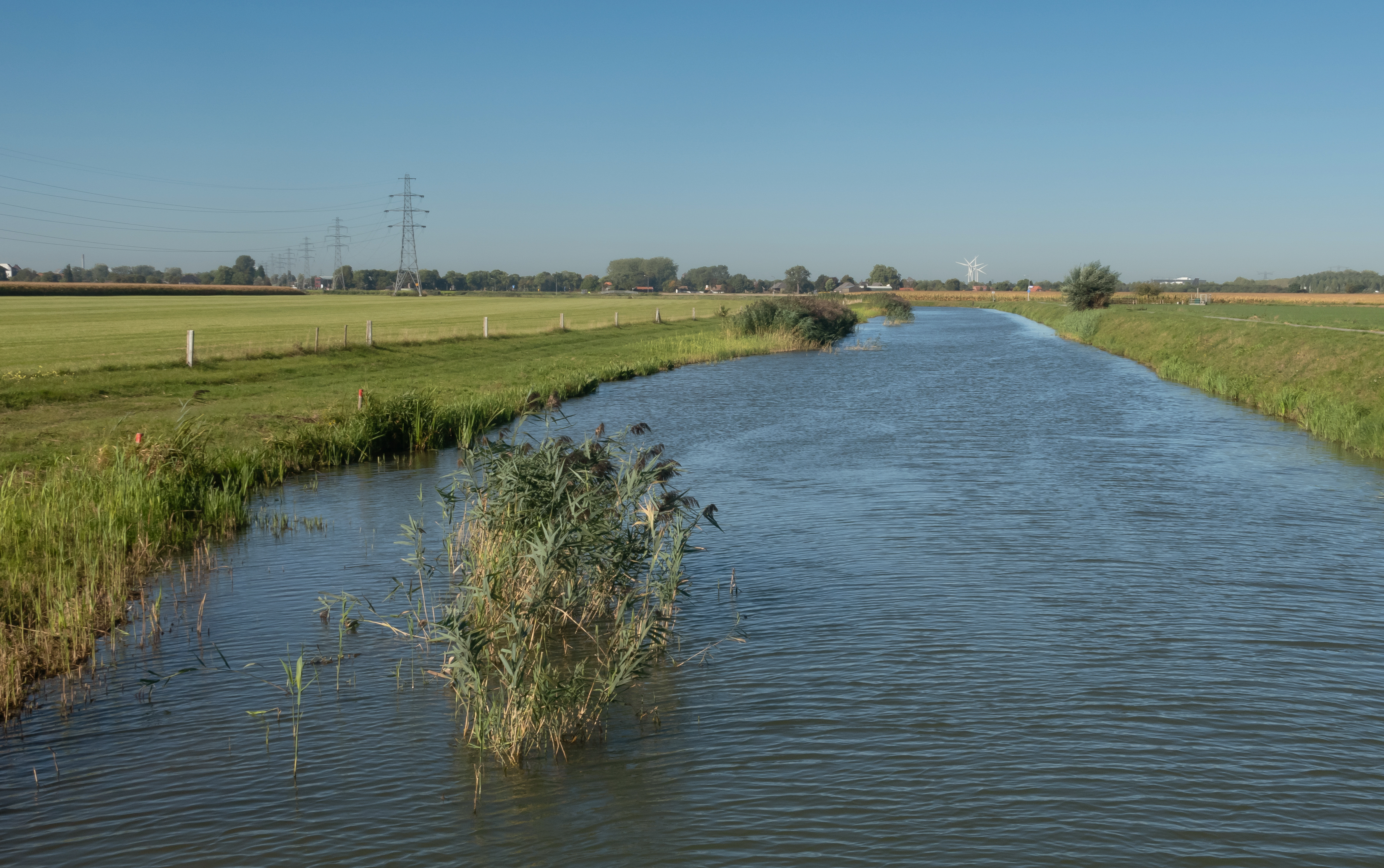
Gendt, el Linge cerca la Broeksestraat
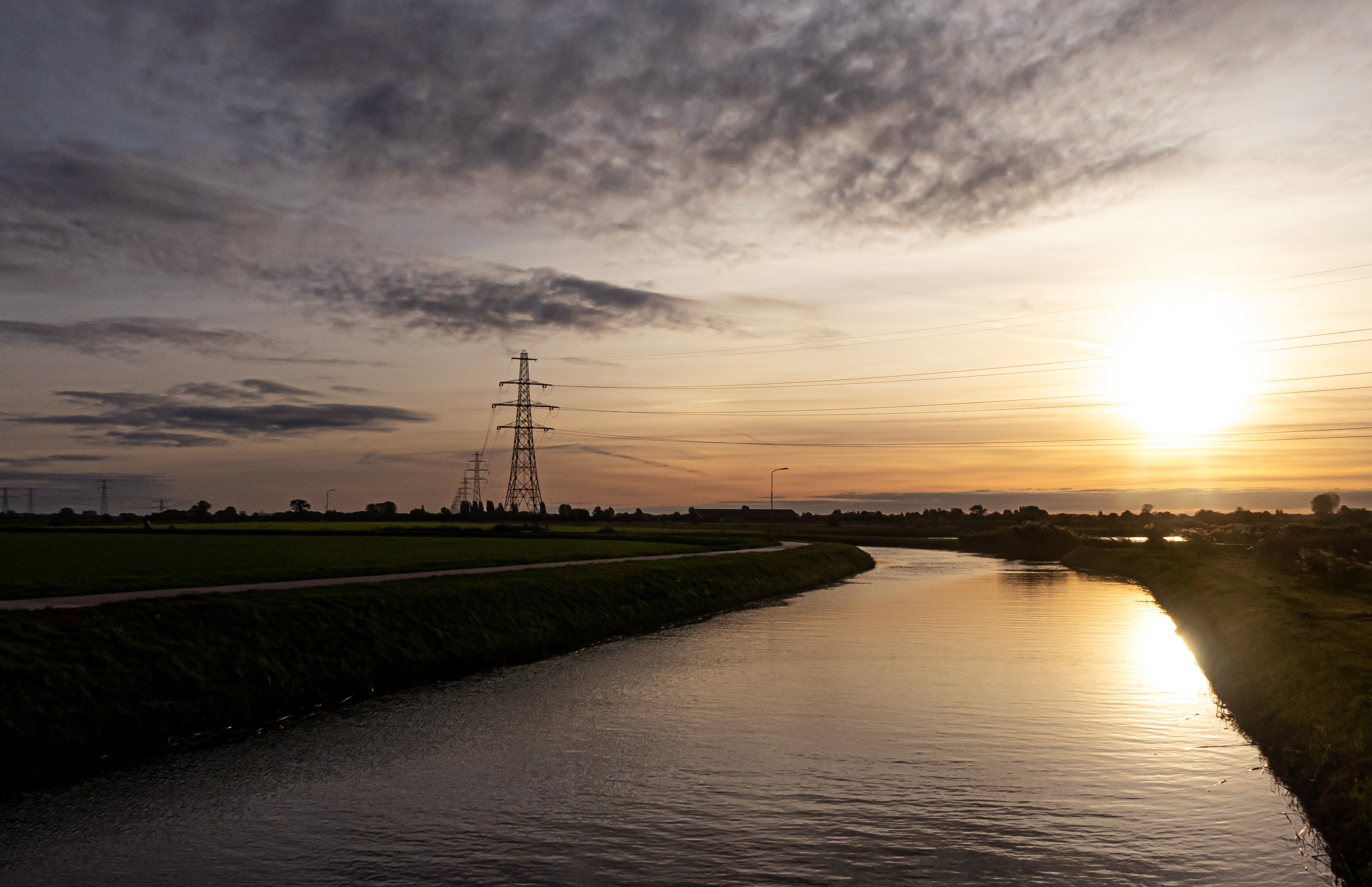
cerca Haalderen, el Linge hacia el sureste en Goudsbloempad Noord
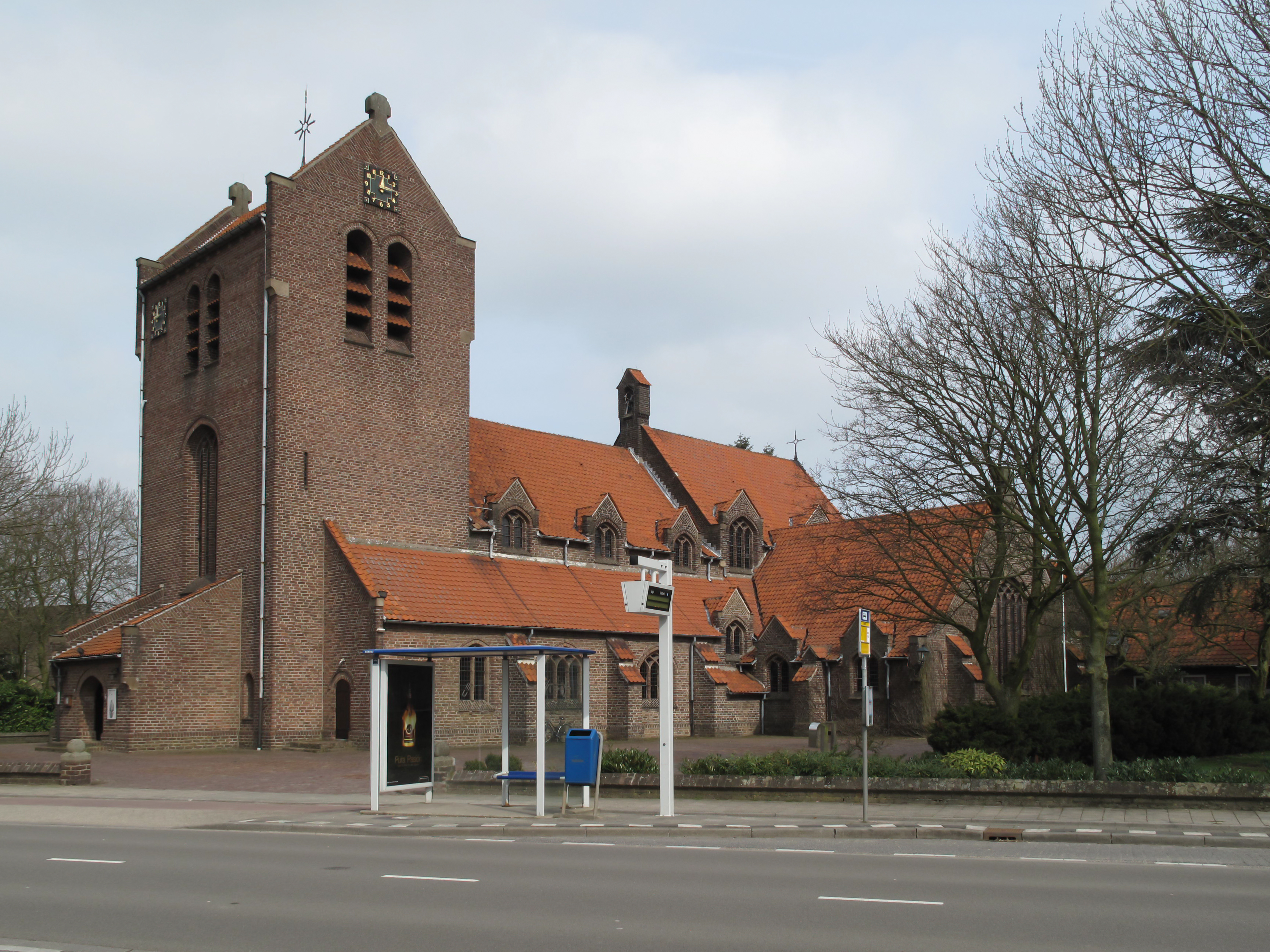
Haalderen, la iglesia: Onze Lieve Vrouwe van Zeven Smarten